# Masahiro Miyashita
Masahiro Miyashita (宮下 真洋 Miyashita Masahiro?), född 10 oktober 1975 i Hokkaido prefektur, är en japansk före detta fotbollsspelare.
Miyashita började sin karriär 1998 i Omiya Ardija. Han avslutade karriären 2001.